# Kolomban
Kolomban (italijansko Colombano) je naselje v Slovenski Istri, ki upravno spada pod Mestno občino Koper. 
Naselje z okoli 600 prebivalci se nahaja na Miljskem polotoku, na območju, kjer avtohtono živijo pripadniki italijanske narodne skupnosti in kjer je poleg slovenščine uradni jezik tudi italijanščina. Na severu kraj meji z Italijo (Milje).